# Wapen van Twello

Het wapen van Twello toont het wapen van de voormalige gemeente Twello. Het wapen werd volgens besluit van de Hoge Raad van Adel aan de gemeente verleend op 23 september 1818, negen maanden na de opheffing van de gemeente. De omschrijving luidt:
"Gevierendeeld; het 1e van groen, beladen met een ossenkop van zilver; het 2e en 3e van zilver, het 2e beladen met een schop en greep in natuurlijke kleur, kruiselings geplaatst; het 3e beladen met een roode ploeg; het 4e deel van lazuur, beladen met 2 struiken akkermaalhout in hunne natuurlijke kleur; voorts het middenschild van groen, beladen met een stroom van zilver, loopende van de regter boven naar de linker benedenhoek.."

## Geschiedenis
Het wapen zou een verzameling van symbolen voor bestaansbronnen van de toenmalige gemeente kunnen zijn, zoals de akkermaalshoutteelt. Opmerkelijk is dat destijds voor het nieuw te verlenen wapen een gecarteleerd wapen met hartschild werd goedgekeurd, terwijl een historische achtergrond daarvoor ontbrak. Ook opmerkelijk is de verleningsdatum voor het wapen. Twello splitste op 1 januari 1812 af van de gemeente Voorst, maar werd op 1 januari 1818 weer toegevoegd aan deze gemeente. Het gemeentewapen voor Twello werd pas op 23 september dat jaar verleend, waardoor het wapen nooit als gemeentewapen in gebruik is geweest. Het wapen van Voorst bleef ongewijzigd.
Aalst · 
Ammerzoden · 
Angerlo · 
Appeltern · 
Batenburg · 
Beesd · 
Beltrum · 
Bemmel · 
Bergharen · 
Bergh · 
Beusichem · 
Borculo · 
Brakel · 
Buurmalsen · 
Deil · 
Didam · 
Dinxperlo · 
Dodewaard ·
Doornspijk ·
Dreumel ·
Driel ·
Echteld ·
Eibergen ·
Elst ·
Est en Opijnen ·
Everdingen ·
Ewijk ·
Gameren ·
Geesteren · 
Geldermalsen · 
Gendringen · 
Gendt ·
Groenlo ·
Groesbeek ·  
Haaften ·
Hedel ·
's-Heerenberg ·
Heerewaarden ·
Hemmen ·
Hengelo ·
Herwen en Aerdt ·
Herwijnen ·
Heteren ·
Heukelum ·
Hoevelaken ·
Horssen ·
Huissen ·
Hummelo en Keppel ·
Hurwenen  ·
Kerkwijk ·
Keppel ·
Kesteren ·
Laren · 
Lichtenvoorde ·
Lienden ·
Lingewaal · 
Maurik ·
Millingen aan de Rijn ·
Nederhemert ·
Neede ·
Neerijnen ·
Netterden ·
Niftrik ·
Nijbroek ·
Ophemert ·
Overasselt ·
Pannerden ·
Poederoijen · 
Renkum ·
Rijnwaarden ·
Rossum ·
Ruurlo ·
Steenderen ·
Terborg ·
Twello ·
Ubbergen ·
Valburg ·
Varik ·
Vorden ·
Vuren ·
Waardenburg ·
Wadenoijen ·
Wamel ·
Wehl ·   
Warnsveld ·
Wisch ·
Zeddam ·
Zelhem ·
Zoelen ·
Zuilichem 

Dorps-, heerlijkheids- en stadswapens: 

Acquoy 
· Baak 
· Barlham 
· Bredevoort 
· Doreweerd 
· Elden
· Enspijk 
· Gellicum 
· Groessen 
· Hakfort 
· Hellouw 
· IJzendoorn 
· Kell  
· Lede en Oudewaard 
· Lichtenberg 
· Loil 
· Maasbommel 
· Meijnerswijk 
· Meteren 
· Middagten 
· Rhenoy 
. Rumpt
· Tricht 
· Verwolde 
· Wildenborch